# Planáris kiralitás
A planáris kiralitás a kiralitás speciális kétdimenziós esete.

## A kémiában

A ferrocén egyik planárisan királis származéka, melyet egyes racém szekunder alkohol kinetikus rezolválásához használnak

Egy molekula planárisan királis, ha nincs benne aszimmetrikus szénatom, de található benne két, egymással nem azonos síkban levő gyűrű, melyek diszimmetrikusak, és az őket összekapcsoló kémiai kötés mentén nem tudnak könnyen elfordulni: erre talán a 2,2′-dimetilbifenil a legegyszerűbb példa. Planáris kiralitást mutat többek között az (E)-ciklooktén, néhány két- vagy többszörösen helyettesített metallocén, valamint bizonyos monoszubsztituált paraciklofánok. A természetben nagyon ritka a planárisan királis vegyület, az egyik ismert kivétel a cavicularin.

### A planárisan királis molekulák konfigurációjának megadása
A planárisan királis molekula konfigurációjának megadásához először ki kell választani egy úgynevezett „pilot” atomot, amely a legmagasabb prioritású atom, amely nincs a síkban, de közvetlenül kapcsolódik egy síkbeli atomhoz. Ezután három, a síkban levő szomszédos atomot kell tekinteni, melyek közül az 1-es a pilot atomhoz közvetlenül kapcsolódó atom, a továbbiak pedig – ha választani kell – a legmagasabb prioritású atomok. Ha ez a három atom a pilot atom felől nézve az óramutató járásával megegyező irányban követi egymást, akkor a molekula R, ellenkező esetben S konfigurációjú.

## Fordítás
- Ez a szócikk részben vagy egészben  a   Planar chirality című angol Wikipédia-szócikk ezen változatának fordításán alapul.  Az eredeti cikk szerkesztőit annak laptörténete sorolja fel. Ez a jelzés csupán a megfogalmazás eredetét és a szerzői jogokat jelzi, nem szolgál a cikkben szereplő információk forrásmegjelöléseként.